# Perkam

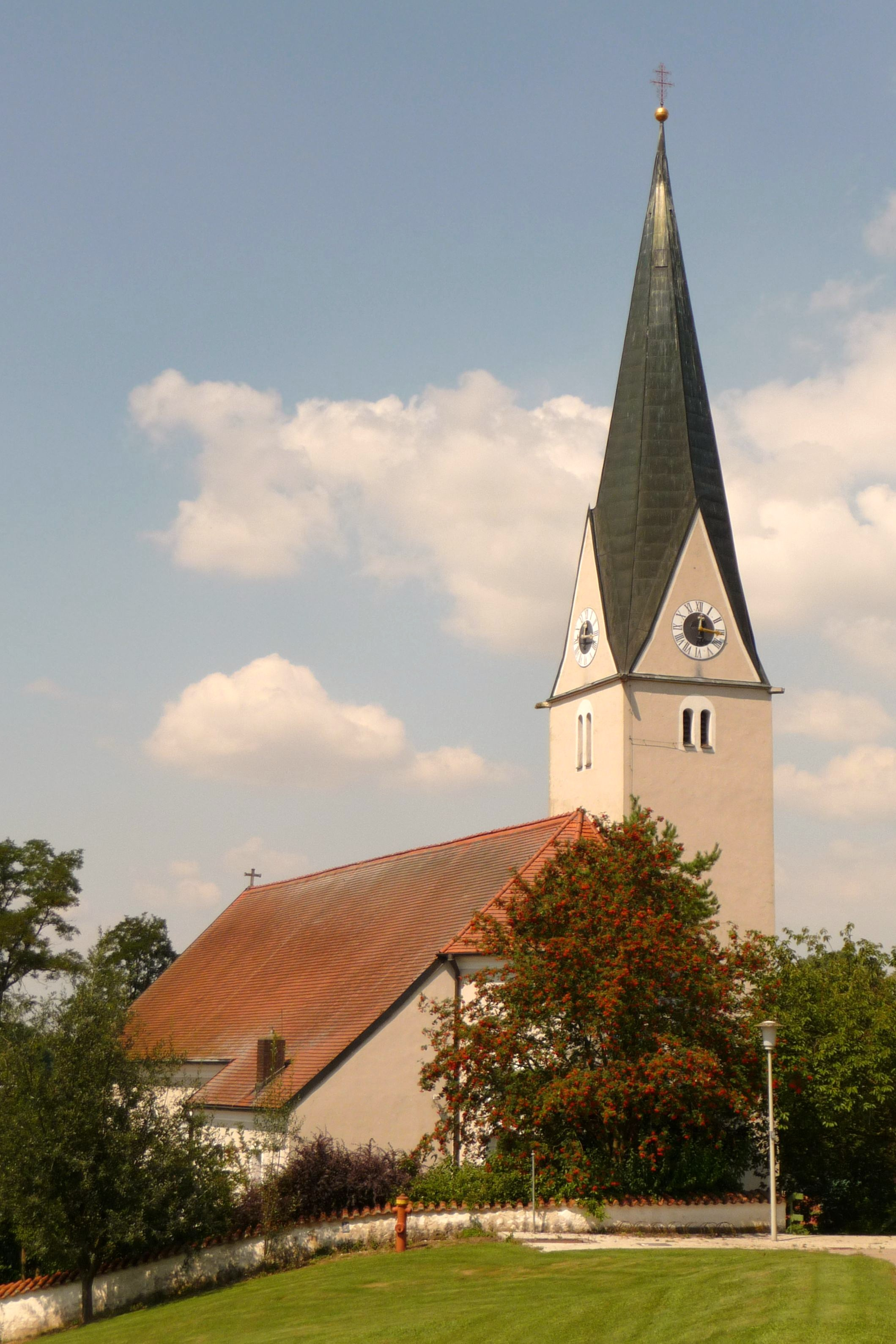
Die Pfarrkirche Mariä Himmelfahrt

Perkam ist eine Gemeinde im niederbayerischen Landkreis Straubing-Bogen. Die Gemeinde ist Mitglied der Verwaltungsgemeinschaft Rain.

## Geografie
Die Gemeinde liegt in der Region Donau-Wald am Ausgang des Tals der Kleinen Laber.

### Gemeindegliederung
Es gibt fünf Gemeindeteile (in Klammern ist der Siedlungstyp angegeben):
- Bernloh (Weiler)
- Perkam (Pfarrdorf)
- Pilling (Dorf)
- Radldorf (Dorf)
- Veitsberg (Weiler)

Es gibt nur die Gemarkung Perkam (Gemarkungsteil 0).

## Geschichte

### Bis zur Gemeindegründung
863/864 wurde im heutigen Perkamer Gemeindeteil Thalkirchen eine Kirche erwähnt. Perkam gehörte zum Rentamt und zum Landgericht Straubing des Kurfürstentums Bayern. Im Jahre 1818 entstand die politische Gemeinde.

### Abtretungen
Am 1. Oktober 1950 wurden Teile des Gemeindegebiets von Perkam zur Bildung der neuen Gemeinde Dürnhart abgetreten.

### Einwohnerentwicklung
Im Zeitraum von 1970 bis 2023 wuchs die Gemeinde um 533 Einwohner bzw. um 48,90 %.
- 1961: 1098 Einwohner
- 1970: 1090 Einwohner
- 1987: 1104 Einwohner
- 1991: 1156 Einwohner
- 1995: 1213 Einwohner
- 2000: 1348 Einwohner
- 2005: 1450 Einwohner
- 2010: 1614 Einwohner
- 2011: 1536 Einwohner
- 2012: 1525 Einwohner
- 2013: 1513 Einwohner
- 2014: 1512 Einwohner
- 2015: 1528 Einwohner
- 2016: 1489 Einwohner
- 2018: 1537 Einwohner
- 2019: 1545 Einwohner
- 2020: 1539 Einwohner
- 2021: 1587 Einwohner
- 2022: 1617 Einwohner
- 2023: 1623 Einwohner

## Politik
Erster Bürgermeister ist seit dem 1. Mai 1996 Hubert Ammer (Überparteiliche Wählergemeinschaft). Bei der Wahl 2020 wurde er mit 59,9 % der Stimmen bestätigt.
Die bisherigen Bürgermeister der Gemeinde Perkam waren:
- 1894–mindestens 1919: Krieger, Kunstmühlenbesitzer aus Pilling
- 1954:–1990 Xaver Kapfelsperger
- 1956:–1990 Ludwig Ammer
- 1975–1990: Joseph Fuchs
- 1990–1996: Albert Ammer

Nach der Kommunalwahl 2020 hat der Gemeinderat diese Sitzverteilung:
- ÜWG: 7 Sitze
- CSU: 5 Sitze

## Persönlichkeiten
- Franz Xaver Gaar (* 1911, † 1993), Fundamentaltheologe, Prof. an der Universität Regensburg, geboren in Perkam
- Albert Ammer (* 1928, † 2020), Erster Bürgermeister der Gemeinde Perkam vom 1. Mai 1990 bis zum 30. April 1996,[8] Ehrenbürger

## Wappen
| Wappen von Perkam | Blasonierung: „Durch einen erhöhten silbernen Wellenbalken, geteilt von Blau und Rot: unten über silbernem Dreiberg nebeneinander die silberne Krümme eines Abtstabes und ein silberner Kelch“ |
| Wappen von Perkam | Wappenführung seit 1987 |

## Bauwerke
- Pfarrkirche Maria Himmelfahrt in Thalkirchen, dem ältesten Ortsteil von Perkam[10]

## Wirtschaft und Infrastruktur

### Wirtschaft einschließlich Land- und Forstwirtschaft
2023 gab es 148 sozialversicherungspflichtig Beschäftigte am Arbeitsort, 740 sozialversicherungspflichtig Beschäftigte am Wohnort und 23 Arbeitslose. Im verarbeitenden Gewerbe und im Bauhauptgewerbe gab es je einen Betrieb. 2020 gab es 19 landwirtschaftliche Betriebe mit einer landwirtschaftlich genutzten Fläche von 737 ha.

### Bildung
Es gibt folgende Einrichtungen:
- den Kindergarten mit Kindertagesstätte St. Martin in Pilling-Siedlung mit 92 Plätzen und 74 Kindern
- eine Grundschule mit 73 Schülern und fünf hauptamtlichen Lehrkräften[11]